# Alexander Tyus
Pour les articles homonymes, voir Tyus.
Alexander Tyus, né le 8 janvier 1988 à Saint-Louis (Missouri), est un joueur américain de basket-ball naturalisé israélien.

## Biographie
Tyus remporte l'Euroligue 2013-2014 avec le Maccabi Tel-Aviv.
Le 7 juillet 2015, il décide de quitter le Maccabi Tel-Aviv et devient agent libre. Il signe à l’Anadolu Efes Spor Kulübü.
En juin 2017, Tyus revient au Maccabi Tel-Aviv.
En juillet 2019, Tyus rejoint le club russe de l'UNICS Kazan avec lequel il signe un contrat d'un an avec une année supplémentaire en option.
En janvier 2021, Tyus s'engage avec le Real Madrid jusqu'à la fin de la saison 2020-2021. L'entraîneur du Real Madrid, Pablo Laso, souhaite épargner le pivot titulaire Walter Tavares qui joue énormément après la blessure de l'autre intérieur de l'équipe, Anthony Randolph.
En octobre 2022, Tyus rejoint l'ASVEL Lyon-Villeurbanne jusqu'à la fin de la saison pour pallier l'absence sur blessure de Joffrey Lauvergne.

## Palmarès

### Club
- Vainqueur de Euroligue 2014.
- Champion d'Israël : 2018, 2019
- Vainqueur de la Leaders Cup 2023 avec l'ASVEL Lyon-Villeurbanne